# New Britain Museum of American Art
New Britain Museum of American Art (pl.: Muzeum Sztuki Amerykańskiej w New Britain) – muzeum sztuki w New Britain w stanie Connecticut), założone w 1903 roku przez przemysłowca Johna Butlera Talcotta, jest pierwszym w Stanach Zjednoczonych muzeum poświęconym wyłącznie sztuce amerykańskiej. W muzealnej kolekcji reprezentowane są dzieła malarzy spod znaku Hudson River School, amerykańskiego impresjonizmu i Ashcan School oraz  Thomas Hart Benton i jego ważny zbiór murali z cyklu The Arts of Life in America.
Zbiory mieszczą się w nowoczesnym gmachu, Chase Family Building, zaprojektowanym w 2000 roku przez architektkę Ann Beha i oddanym do użytku w 2006 roku, zlokalizowanym obok zabytkowego Walnut Hill Park, który zaprojektował znany architekt krajobrazu, Frederick Law Olmsted.

## Przesłanie
Dyrekcja muzeum kieruje się w swej działalności przesłaniem, iż prowadzona przez nią instytucja została „założona przez ludzi ku pożytkowi ludzi” (ang. „Erected By the People for the Use of the People”). Zgodnie z tym pełni ona rolę służebną w dziele upowszechniania wiedzy o sztuce poprzez gromadzenie najlepszych prac artystów amerykańskich, ich wystawy (stałe i specjalne) oraz działalność edukacyjną.

## Historia

### Początki
Początki Muzeum New Britain Museum of American Art sięgają New Britain Institute, założonego w 1853 roku w celu wspierania edukacji nowo przybyłych imigrantów, pracujących w okolicznych zakładach przemysłowych. W 1901 roku Instytut przeniósł się z wynajmowanych pomieszczeń do nowego budynku w mieście, w którym znalazło się 75 000 tomów, pokój zabaw dla dzieci, sala historyczna oraz „pokój sztuki”, w którym eksponowano portrety wybitnych postaci, krajowych i lokalnych.

### Powstanie muzeum

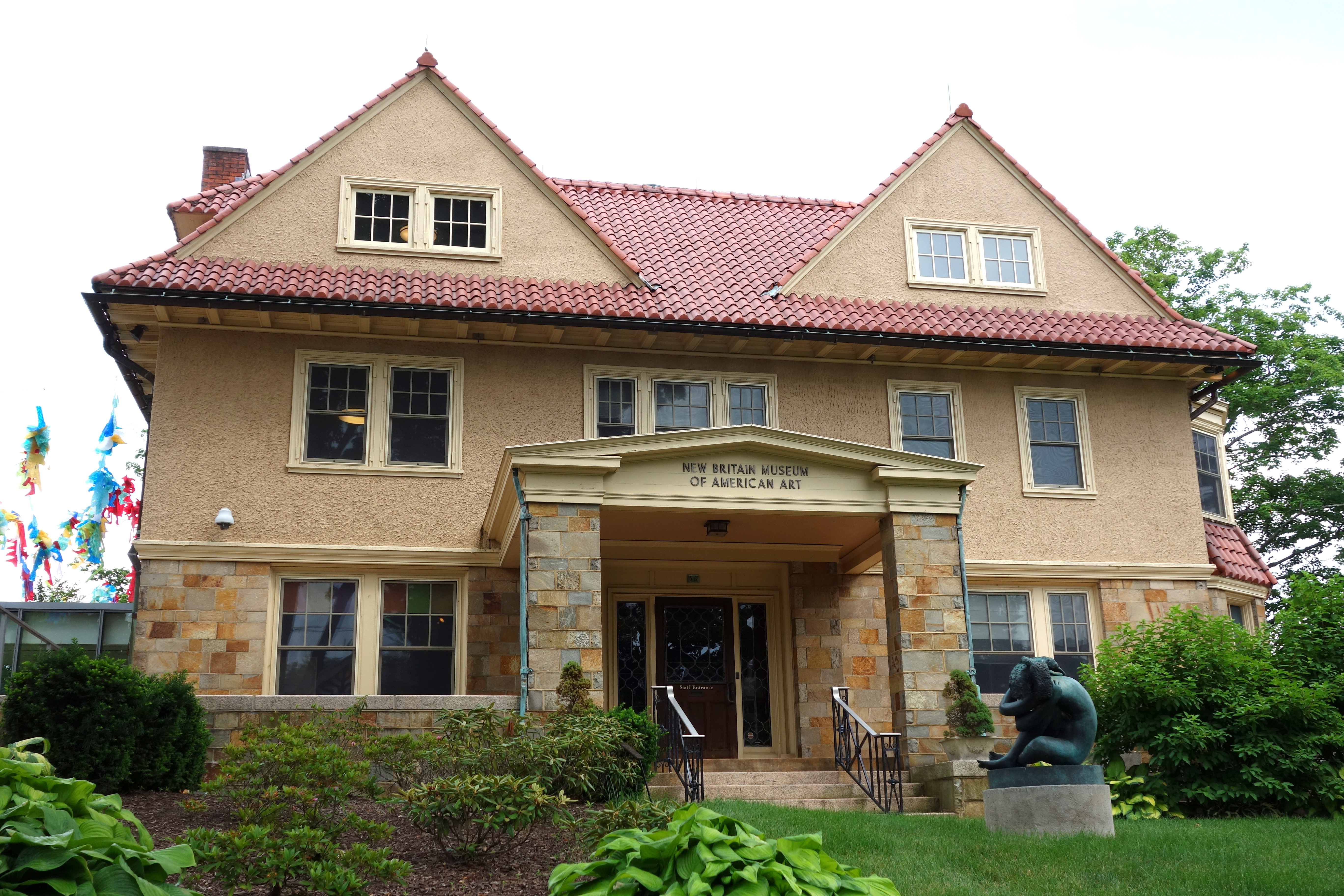
Landers House, pierwotny budynek muzeum

W 1903 John Butler Talcott, były burmistrz New Britain i przewodniczący komisji budynku Instytutu, założył pierwszy fundusz zakupu „oryginalnych, współczesnych obrazów olejnych namalowanych przez rodzimych i zagranicznych artystów (...)”. Powołany w celu zakupu dzieł sztuki organ, Library Committee, zasięgał rady Williama Macbetha, właściciela galerii w Nowym Jorku, w której w 1908 roku zorganizowano kontrowersyjną wystawę prac malarzy-realistów miejskich, znanych jako The Eight. Makbet zasugerował gromadzenie zbiorów poczynając od twórczości kolonialnej aż do współczesności). W celu sfinansowania John Butler Talcott założył the John Butler Talcott Fund, asygnując na poczet zakupów kwotę 875 dolarów rocznie. W 1928 roku pierwszy kurator pokoju sztuki, Fanny J. Brown zaczęła poszerzac program wystawienniczy o aktualne trendy, panujące w świecie sztuki międzynarodowej, jak współczesna sztuka francuska. W 1934 roku pewien filantrop z New Britain przekazał darowiznę oraz budynek na potrzeby Instytutu, w którym 1 lipca 1937 roku otwarto dla publiczności Art Museum of the New Britain. Poszerzało ono swoje zbiory pod nadzorem Roberta Macbetha, syna pierwszego doradcy muzeum. Zauważywszy w New Britain większe niż w większości innych miastach o podobnej wielkości zainteresowanie sztuką i zaproponował przekształcenie niewielkiego zbioru obrazów w wartościową galerię sztuki amerykańskiej. Muzeum nabywało prace o znaczeniu historycznym i edukacyjnym, a obok tego promowało poprzez coroczne wystawy, twórczość lokalnych talentów. W 1949 roku zorganizowano wystawę „Young Talent”, na której zaprezentowano prace Sola LeWitta, dorastającego w New Britain. Zorganizowany w 1957 roku pokaz „Five Decades of Your Museum’s Progress” podkreślał działalność wystawienniczą Muzeum i jego rozwijającą się kolekcję. Wtedy też placówka przybrała obecną nazwę, New Britain Museum of American Art.

### Rozbudowa
W roku 2000 biuro architektoniczne Ann Beha Architects of Boston ukończyło projekt rozbudowy Muzeum. Nowy gmach, Chase Family Building, został oddany do użytku w kwietniu 2006 roku. Ma on 4 000 m² powierzchni i zawiera 10 nowych galerii. Stanowi część wartego 27 milionów dolarów projektu, który uczynił New Britain Museum of American Art jednym z największych muzeów Nowej Anglii. W wyniku kolejnej rozbudowy muzeum w roku 2015 przybędzie 7 nowych galerii i 3 nowe pracownie artystyczne. Pierwotny budynek muzeum, Landers House, mający około 1 000 m² powierzchni, pełni po przebudowie funkcje biurowo-administracyjne; znajduje się w nim między innymi biblioteka i ArtLab – interaktywna pracownia artystyczna dla rodzin z dziećmi.
W swej działalności wystawienniczej Muzeum dąży do zachowania równowagi pomiędzy sztuką historyczną i współczesną, podkreślając znaczenie przeszłości sztuki i jej znaczenie dla obecnych pokoleń. Jako jedna z pierwszych instytucji poświęconych wyłącznie sztuce amerykańskiej, New Britain Museum of American Art nadal odgrywa istotną rolę w kształtowaniu wiedzy o bogatej historii sztuki amerykańskiej i jej dynamicznej relacji ze społeczeństwem.

## Zbiory
W zbiorach Muzeum reprezentowani są wielcy artyści i ważne kierunki artystyczne w sztuce amerykańskiej. Kolekcja liczy około 14 000 prac: obrazów olejnych, prac na papierze, rzeźb, fotografii i ilustracji. Te ostatnie znajdują się w Sanford B. D.Low Illustration Collection, zawierającej ważne prace ilustratorów, jak Norman Rockwell.

### Malarstwo
Dział malarstwa obejmuje między innymi:
- portret kolonialny i federalny: Mather Brown, John Singleton Copley, Charles Willson Peale, Sarah Peale, John Smybert, Gilbert Charles Stuart i Ralph Earl,
- obrazy malarzy Hudson River School: Albert Bierstadt, Frederic Edwin Church, Thomas Cole, Thomas Doughty, Asher Brown Durand, Martin Johnson Heade, John Frederick Kensett, Fitz Hugh Lane, John Trumbull,
- impresjonizm amerykański: Mary Cassatt, Childe Hassam – 11 obrazów, Willard Metcalf, Theodore Robinson, John Henry Twachtman, Julian Alden Weir,
- późny impresjonizm: Frederick Carl Frieseke, William Glackens, Ernest Lawson, Maurice Brazil Prendergast,
- prace malarzy Ashcan School (6 obrazów),
- słynny 5-częściowy mural Thomasa Harta Bentona The Arts of Life in America (1932). Ten ostatni należy do malarzy-realistów, określanych jako american scene painting, a reprezentowanych w zbiorach Muzeum przez prace takich malarzy jak: John Steuart Curry i Grant Wood,
- wczesny modernizm: Alfred Henry Maurer, Marsden Hartley, John Marin, Georgia O’Keeffe, Max Weber,
- precyzjonizm: Charles Demuth i Charles Sheeler,
- American Abstract Artist group: Stuart Davis, Ilya Bolotowski, Esphyr Slobodkina, Balcomb Greene, Milton Avery,
- surrealizm: Kay Sage, George Tooker,
- ekspresjonizm abstrakcyjny: Lee Krasner, Giorgio Cavallon, Morris Graves, Robert Motherwell, Sam Francis, Cleve Gray,
- pop-art i  op-art: Andy Warhol, Larry Rivers, Robert Indiana, Tom Wesselman, Jim Dine,
- sztuka konceptualna: Christo, Sol LeWitt,
- fotorealizm: Robert Cottingham[3][4].

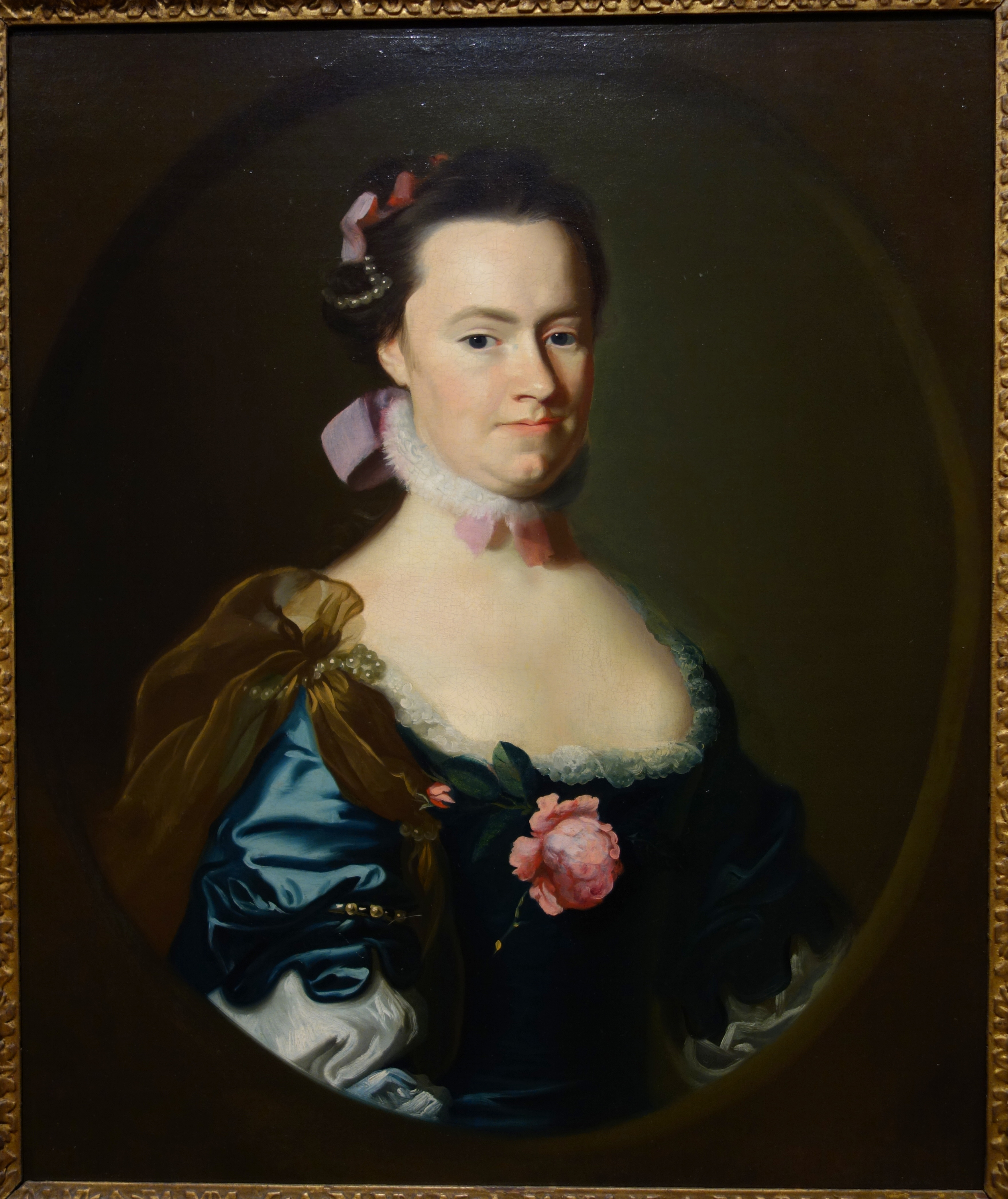
John Singleton Copley, Lydia Lynde, ok. 1762–1764
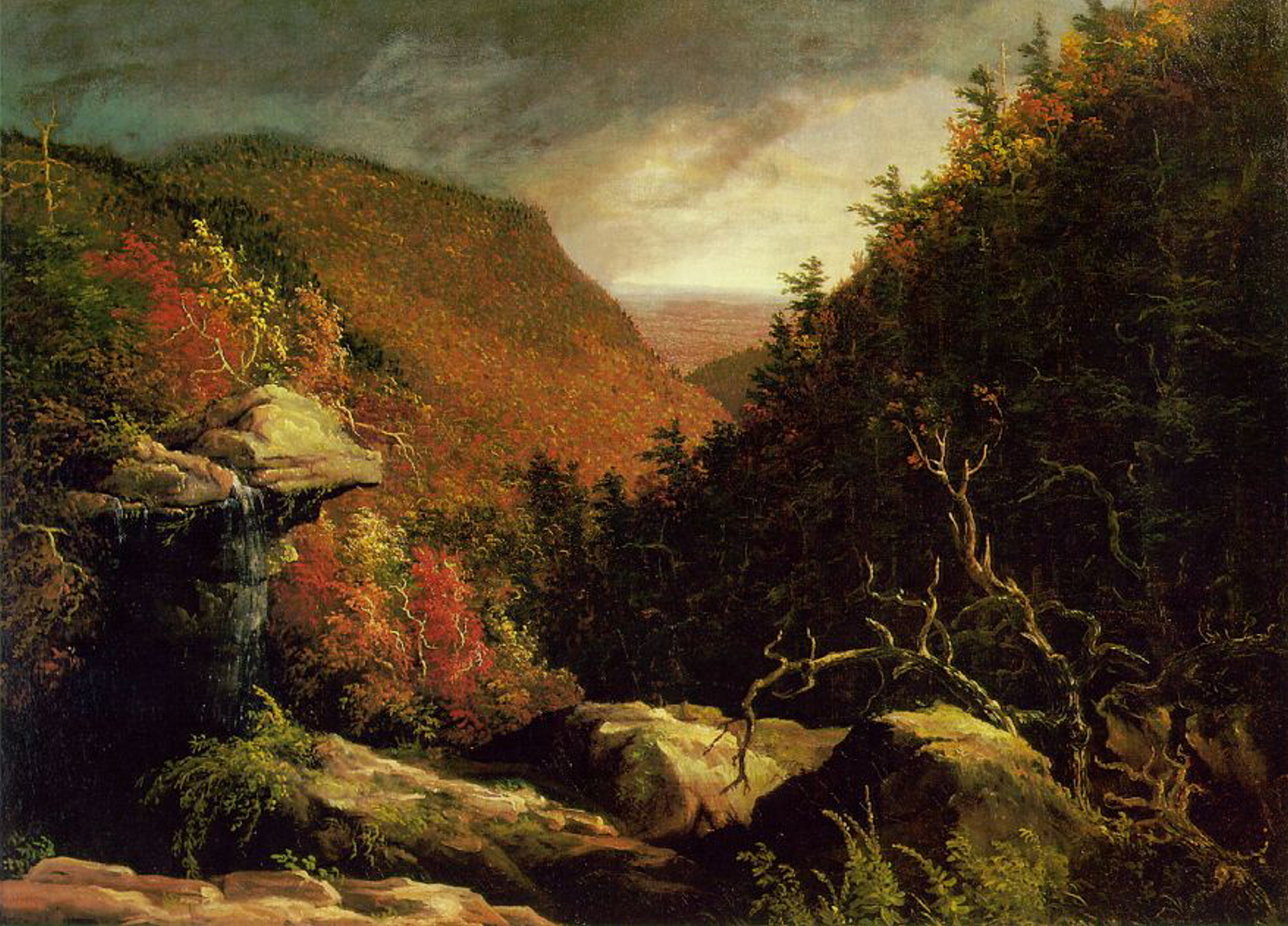
Thomas Cole, The Clove, Catskills, 1827
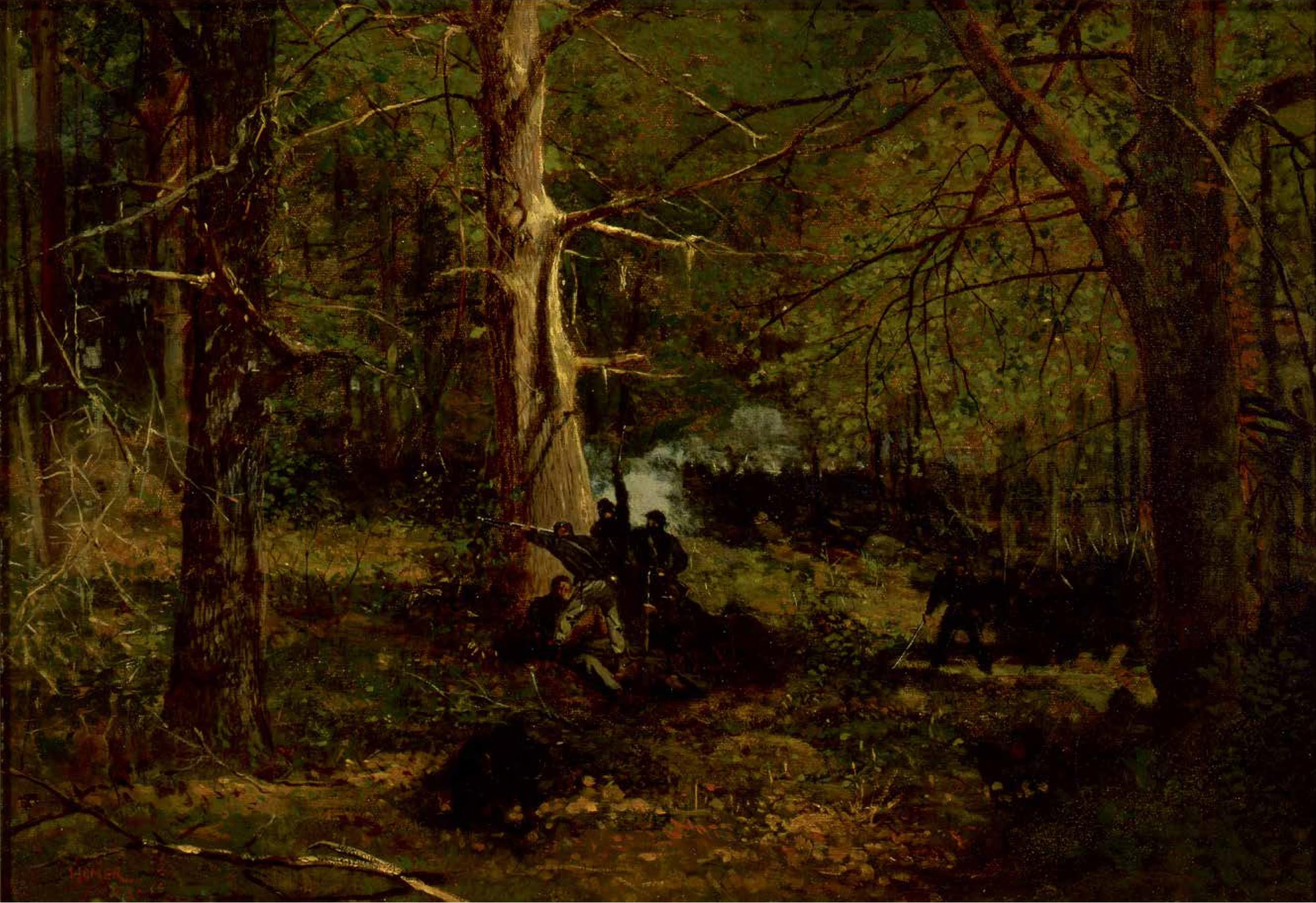
Winslow Homer, Utarczka na pustkowiu, ok. 1864
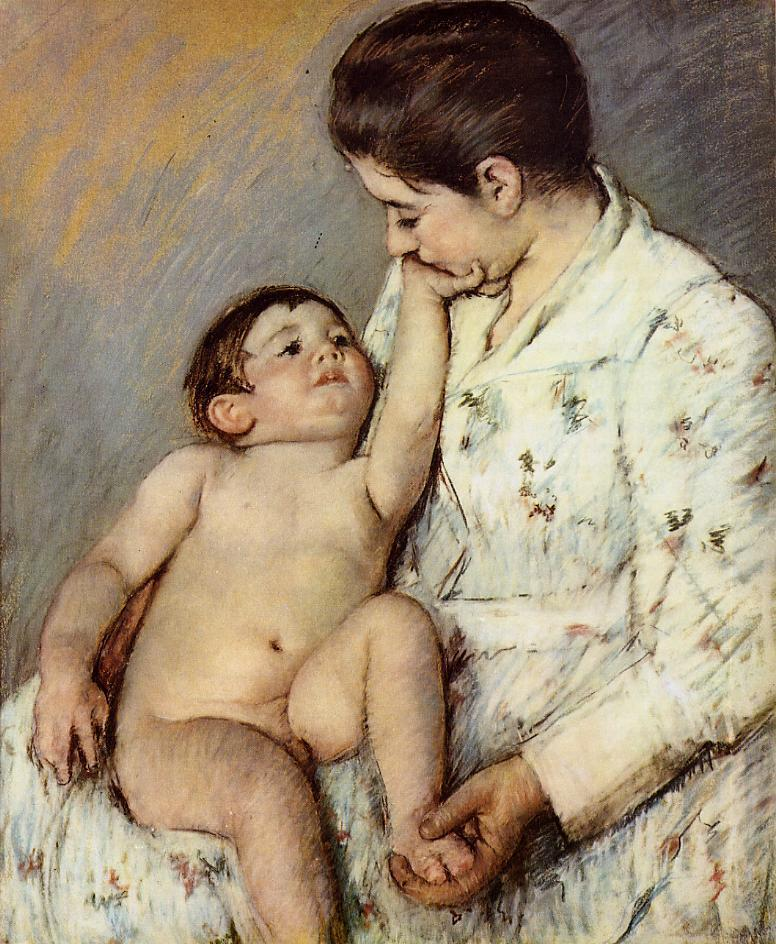
Mary Cassatt, Pierwsza pieszczota dziecka, 1891 (pastel)
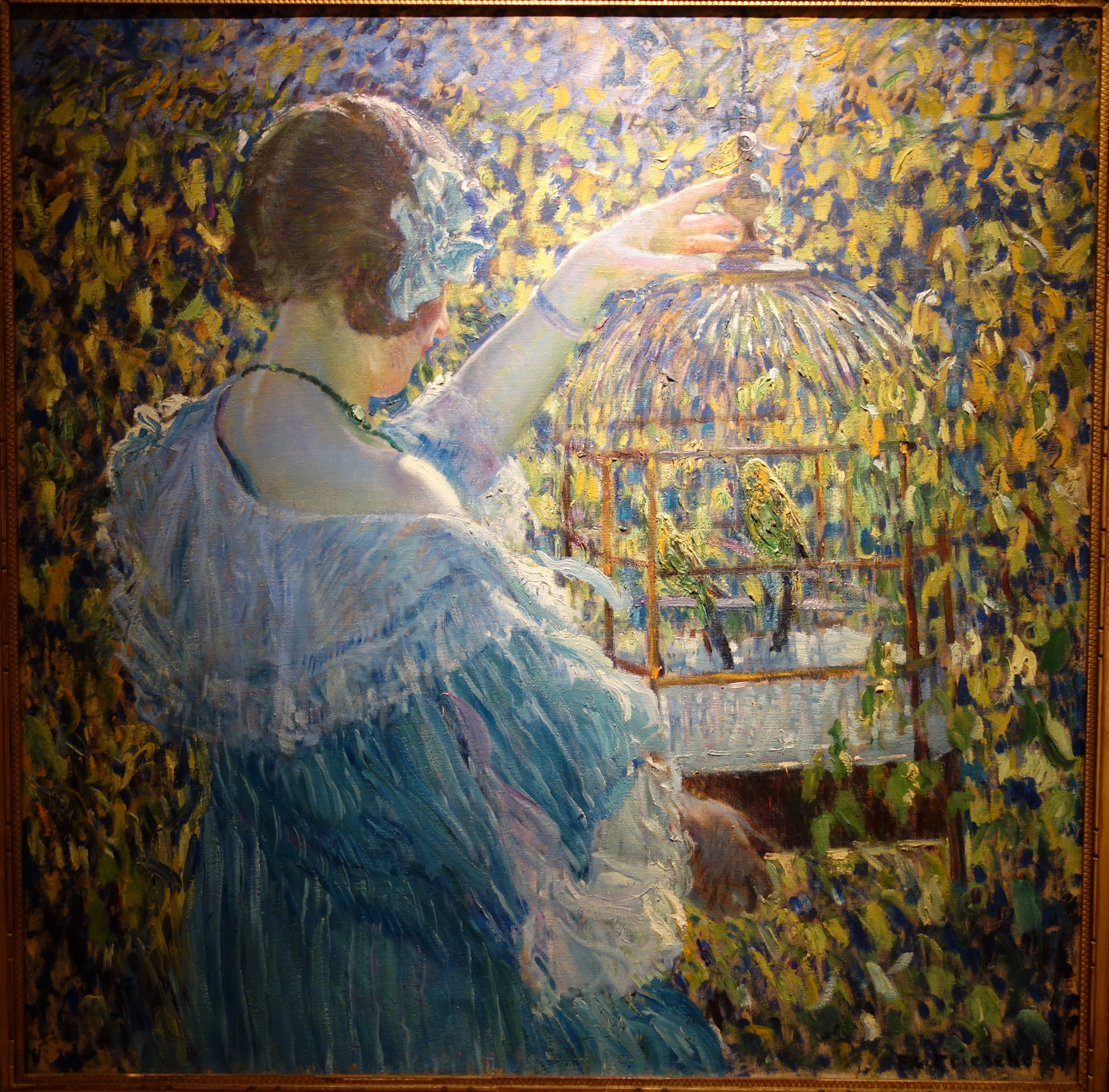
Frederick Carl Frieseke, Klatka z ptakami, ok. 1910

### Rzeźba
W muzealnej kolekcji znajdują się ważne przykłady zarówno rzeźby XIX-wiecznej (Solon Borglum), jak i XX-wiecznej (Hariet Whitney Frishmuth, Paul Manship, Isamu Noguchi, George Segal i Stephen De Staebler).